# Nakiri bōchō

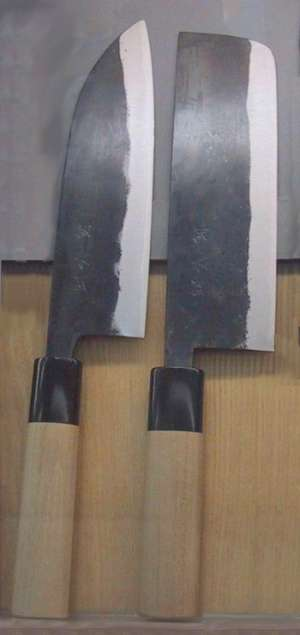
Santoku a sinistra e nakiri a destra

Un nakiri bōchō è un coltello da verdure con affilatura simmetrica. In genere lama alta, dai 15cm ai 16,5 cm (ma esistono anche misure maggiori), biselli con angoli ridottissimi e chiusi a filo. Esiste in due tipoligie, East e West, una con il filo curvo e una con il filo dritto. Entrambi con punta mozza e curva finale.